# Sauvagesia erioclada
Sauvagesia erioclada är en tvåhjärtbladig växtart som beskrevs av Bassett Maguire och Phelps. Sauvagesia erioclada ingår i släktet Sauvagesia och familjen Ochnaceae. Inga underarter finns listade i Catalogue of Life.